# Châtillon-Guyotte
Châtillon-Guyotte è un comune francese di 141 abitanti situato nel dipartimento del Doubs nella regione della Borgogna-Franca Contea.

## Società

### Evoluzione demografica
Abitanti censiti